# Wilhelm von Ledebur
Wilhelm Benjamin Johann Gerhard Karl Freiherr von Ledebur (* 5. Juli 1859 auf Schloss Crollage; † 24. Mai 1930 ebenda) war ein deutscher Politiker und von 1895 bis 1917 Landrat des Kreises Lübbecke in Westfalen.

## Leben
Wilhelm war das zweite von zwölf Kindern des Kammerherrn und Mitglied des Preußischen Abgeordnetenhauses Albrecht von Ledebur (1827–1899) und dessen Ehefrau Marie, geborene Freiin von der Recke (1833–1876).
Ledebur legte 1879 das Zeugnis der Reife am Evangelisch Stiftischen Gymnasium Gütersloh ab und leistete danach als Einjährig-Freiwilliger seinen Wehrdienst bei der Preußischen Armee. Er war Premierleutnant der Reserve im 1. Westfälischen Husaren-Regiments Nr. 8. Danach studierte er in Straßburg und Berlin Rechts- und Staatswissenschaften. Von 1883 bis 1894 war er an verschiedenen Gerichten und Bezirksregierungen im preußischen Staatsdienst tätig, zuletzt bei der Regierung in Minden. Am 1. Oktober 1894 wurde er mit der Verwaltung des Landratsamtes in Lübbecke beauftragt. Am 28. Februar 1895 schlug ihn der Kreistag des Kreises Lübbecke einstimmig zur Ernennung zum Landrat vor, die Ernennung erfolgte am 10. April 1895. Am 28. Oktober 1917 reichte Ledebur „wegen Zuspitzung der innerpolitischen Lage“ bei der Bezirksregierung ein Abschiedsgesuch ein, am 25. Dezember 1917 wurde er aus dem Staatsdienst entlassen.
Wilhelm von Ledebur war evangelisch und mit Hermine Charlotte Eugenie Bertha Emilie („Emmy“) von Vincke (29.09.1864–27.06.1954), Tochter des Gisbert von Vincke, verheiratet.

## Weitere Ämter und Auszeichnungen
Vorsitzender des Landwirtschaftlichen Kreisvereins Lübbecke, Vorsitzender der Landwirtschaftskammer der Provinz Westfalen, Mitglied des Landesökonomiekollegiums, Mitglied des Provinziallandtages der Provinz Westfalen, Mitglied des Provinzialausschusses, Vorsitzender des Konservativen Vereins in Lübbecke, Aufsichtsratsmitglied der Wittlager Kreisbahn, Mitglied des Wasserstraßenbeirats in Hannover, Mitglied der Bezirks-Eisenbahnräte in Hannover und Münster.
Ledebur war Inhaber der Landwehrdienstauszeichnung II. Klasse und des Eisernen Kreuzes am weißen Bande, Kronenorden III. Klasse, Roter Adlerorden III. Klasse mit Schleife und Rechtsritter des Johanniterordens.